# 蘭辛 (北卡羅萊納州)
蘭辛（英語：Lansing）是一個位於美國北卡羅萊納州阿什縣的城鎮。

## 人口
根據2020年美國人口普查的數據，蘭辛的面積為0.98平方千米，當中陸地面積為0.96平方千米，而水域面積為0.02平方千米。當地共有人口126人，而人口密度為每平方千米129人。